# Surf Nazis Must Die
Surf Nazis Must Die (bra: Surfistas Nazistas Devem Morrer) é um filme exploitation de ficção pós-apocalíptica americano de 1987 dirigido por Peter George e estrelado por Gail Neely, Barry Brenner e Robert Harden. Foi produzido pelo The Institute e distribuído pela Troma, produtora independente conhecida por seus filmes exploitation de baixo orçamento.

## Enredo
Um terremoto atinge o litoral da Califórnia e transforma a cidade em ruínas e as praias em um ambiente caótico. Um grupo de neonazistas liderado por Adolf (Barry Brenner), que se autoproclama o "Führer da nova praia", aproveita a destruição deixada pelo terremoto  para assumir o controle das praias atacando várias gangues de surfistas. Enquanto isso, um trabalhador de poço de petróleo afro-americano chamado Leroy (Robert Harden) é assassinado pelos surfistas nazistas enquanto corria na praia. A mãe de Leroy, devastada pela perda de seu filho, jura vingança. Depois de se armar com uma pistola e granadas, ela escapa de sua casa de retiro para caçar os surfistas nazistas.

## Elenco
- Gail Neely como Eleanor "Mama" Washington
- Robert Harden como Leroy
- Barry Brenner como Adolf
- Dawn Wildsmith como Eva
- Michael Sonye como Mengele
- Joel Hile como Hook
- Gene Mitchell como Brutus
- Tom Shell como Smeg
- Bobbie Bresee como a mãe de Smeg
- Tom Demenkoff como Ariel

## Trilha sonora
A trilha sonora de Surf Nazis Must Die foi composta por Jon McCallum e é marcada pela presença intensa de sintetizadores. A trilha sonora foi lançada em vinil pela Strange Disc Records em setembro de 2014, e a arte da capa também foi produzida por McCallum.

## Recepção crítica
No agregador de críticas Metacritic, o filme tem uma pontuação de 28/100 com base em resenhas de 7 críticos, indicando "avaliações geralmente desfavoráveis". No agregador  Rotten Tomatoes, o filme tem uma taxa de aprovação de 20% com base em avaliações de 5 críticos.
Em crítica do The New York Times, Janet Maslin disse que: "Nem mesmo os parentes dos atores irão achar isso interessante". Michael Wilmington do Los Angeles Times disse que Surf Nazis Must Die é um completo desperdício e "um filme de terror e ação com ação e terror maçantes, mal feito em todos os níveis: sátira idiota, um romance repulsivo, uma saga de vingança com intensidade zero". A revista Variety disse que o filme é: "Uma espécie de Laranja Mecânica que encontra Mad Max na praia, cena que não tem nada de recompensadora". Roger Ebert disse que saiu da sessão do filme após 30 minutos.